# Мордовские языки
Мордовские языки входят в состав финно-волжской группы финно-угорской ветви уральской языковой семьи. Мордовская группа состоит из двух языков — мокшанского и эрзянского. Мордовские языки распространены в России на территории Мордовии, Чувашии, Татарстана и Башкортостана, а также в Нижегородской, Оренбургской, Пензенской, Рязанской, Самарской, Саратовской, Тамбовской и Ульяновской областях. Мокшанский и эрзянский являются официальными языками Республики Мордовия, наравне с русским. Судя по сообщению князя Курбского о том, что у мещеры «мордовский» язык, и по топонимам, мещерский язык также относился к мордовским языкам.

## Классификация
Ранее мордовские языки и марийские языки объединяли в особую волжскую группу, однако на данный момент эта концепция отвергнута большинством учёных, и мордовские и марийские языки образуют две самостоятельные ветви финно-пермских языков.

## Количество говорящих
Говорящие на мордовских языках эрзя, мокша, шокша, терюхане и каратаи часто объединяются под одним общим названием — мордва. Отсюда происходит мнение, что мордва говорит на едином мордовском языке. Из-за этого сложно оценить количество владеющих эрзянским и мокшанским языками, так как при опросах оба языка учитываются просто как мордовский.
Результаты переписи населения 2002 года в России: 614 260 человек указали владение «мордовским, мокша-мордовским, эрзя-мордовским» языком; 843 350 человек указали национальную принадлежность — мордва, в том числе 49 624 человека указали национальность мокша, 84 407 — эрзя.
Результаты переписи населения 2010 года в России: 392 941 человек указал владение «мордовским» языком, 36 726 человек указали владение «эрзя-мордовским» языком, 2025 человек указали владение «мокша-мордовским» языком; 744 237 человек указали национальную принадлежность — мордва, в том числе 4767 человек указали национальность мокша, 57 008 — эрзя.
Как видно, результаты переписей позволяют оценить лишь общее количество владеющих мордовскими языками, но не позволяют узнать, сколько из них владеют мокшанским, а сколько эрзянским.
По данным Ethnologue, число носителей мокшанского — 296 904 человека; эрзянского — 517 575 человек в мире, в том числе 440 000 в России. По данным Joshuaproject, число носителей мокшанского — 294 000 человек, эрзянского — 416 000 в России (в мире эрзян — 469 000)..

## Взаимопонимание носителей
Общая лексика в мокшанских и эрзянских сёлах отдалённых друг от друга районов Мордовии составляет примерно 73 %. В литературных мокшанском и эрзянском общность лексики — 90 %. С учётом различий в фонетике, морфологии и синтаксисе, при определённом навыке взаимопонимание между носителями этих языков возможно.

## Диалекты мордовских языков
Эрзянский язык:

Диалекты мокшанского и эрзянского языков в Республике Мордовия
Мокша
- M-I Центральная группа
- M-II Западная группа
- M-III Юго-восточная группа
Эрзя
- E-I Центральная группа
- E-II Западная группа
- E-III Северо-западная группа
- E-IV Юго-восточная группа
Шокша
- E-V Шокшинский диалект

- центральный диалект — распространён в центре Восточной Мордовии (Атяшевский, Чамзинский и частично Ичалковский районы).
- западный (приинсарский) диалект — распространён по нижнему течению реки Инсар.
- северо-западный (приалатырский) диалект — распространён в междуречье Алатырь-Меня, а также в нижнем течении реки Алатырь. В эту диалектную зону входит территория Ардатовского и Большеигнатовского районов Мордовии и соседних Алатырского и Порецкого районов Чувашии.
- юго-восточный (присурский) диалект — распространён в междуречье притоков Суры (Большеберезниковский, Дубенский и частично Кочкуровский районы Мордовии). На северо-востоке с этим диалектом граничит зона переходных говоров с чертами говоров центрального диалекта.
- шокшинский (изолированный) диалект — распространён на северо-западе Мордовии в Теньгушевском районе. Диалект исторически оказался в изоляции от других эрзянских говоров, будучи в окружении мокшанских диалектов. Влияние мокшанского образовало целый ряд фонетико-морфологических особенностей.

Мокшанский язык:
- центральный диалект (наречие) (иногда краснослободско-темниковский диалект) — распространён на значительной территории нескольких районов Мордовии.
  - северная группа говоров — Ельниковский, Старошайговский и Темниковский районы.
  - северо-западная группа говоров — часть Атюрьевского и Темниковского районов.
  - западная группа говоров — Атюрьевский район.
  - юго-восточная группа говоров — бо́льшая часть территории Ковылкинского района.
  - серединная группа говоров — распространены в треугольнике Краснослободск-Старое Шайгово-Рузаевка. Имеют многие черты других диалектов.
- западный диалект (наречие) — Зубово-Полянский район и часть Торбеевского района.
  - северо-западная группа говоров.
  - юго-западная группа говоров.
- юго-восточный диалект (наречие) — Инсарский, Кадошкинский, Ковылкинский и Рузаевский районы.
- переходный диалект (наречие) — распространён между западным и юго-восточным диалектами, имеет черты обоих.
- смешанные говоры — первоначально мокшанские говоры за пределами Мордовии, расположенные в тесном соседстве с эрзянскими говорами или изолированно.

## Коды языков
Языкам мордовской подгруппы назначены следующие языковые коды:
| Стандарт            | Мокшанский | Эрзянский |
| ------------------- | ---------- | --------- |
| ГОСТ 7.75–97 (рус.) | мок        | эрз       |
| ГОСТ 7.75–97 (лат.) | mok        | erz       |
| ГОСТ 7.75–97 (циф.) | 455        | 835       |
| ISO/DIS 639-3       | mdf        | myv       |

В случаях, когда несколько языков могут рассматриваться как диалекты одного языка (проблема «язык или диалект»), этим языкам назначаются собственные коды, и дополнительно даётся общий код макроязыка. Среди финно-угорских языков общий код имеют марийский язык (chm) и язык коми (kv), наряду с кодами их разновидностей (mhr, mrj, jmy и kpv, koi соответственно). Языки мордовской группы имеют собственные коды, но общий код для них не назначен ни в стандарте ISO/DIS 639-3, ни в российском ГОСТ 7.75–97. Из этого следует[уточнить], что комиссии, определяющие коды языков, однозначно считают мокшанский и эрзянский разными языками, а не вариантами одного языка. Поэтому все рассуждения о «так называемом мордовском языке» сводятся только к одному: данный термин только объединяет два родственных языка в особую подгруппу, но его не существует.

## Письменность
Письменность у мокшанского и эрзянского языков возникла во второй половине XVIII века на основе кириллицы. Современные алфавиты этих языков полностью совпадают с русским алфавитом.